# Josep Badosa
Josep Badosa Montmany (Arenys de Mar, 1893 - Barcelona, 1937) fue un fotógrafo español especializado en fotoperiodismo,
Con dieciséis años empezó a trabajar en el diario El Día Gráfico, donde destacó con una serie de fotografías aéreas. También trabajó como corresponsal de diarios y revistas como La Tribuna, La Noche y como corresponsal gráfico de las publicaciones Ahora, As, Estampa, El Sol  y La Voz. Algunos de sus reportajes son de sórdidos ambientes de Barcelona, especialmente del Barrio Chino.
Se considera que en 1932 fue el primero en introducir entre los fotógrafos catalanes la cámara Leica de paso universal. Fue el fundador junto a Santiago Carreras del estudio "Foto-Art" en 1927 que estaba considerado como el más moderno de los existentes pero cerró en 1932 al dedicarse Josep Badosa al fotoperiodismo. Agustí Centelles fue su discípulo cuando lo tuvo como ayudante en el estudio entre 1927 y 1931.
Con Centelles, Joaquim Brangulí, Carlos Pérez de Rozas y otros formó parte del grupo de periodistas que documentaron gráficamente la Guerra Civil Española, pero su hijo, el también fotógrafo Josep María Badosa, tuvo que ceder todo el material comprometido a la policía al recibir presiones de las autoridades franquistas. De aquella época sólo se ha preservado el material que había realizado para El Día Gráfico que pasó a formar parte de los archivos del Diario de Barcelona y  posteriormente integrados en el Archivo Fotográfico de Barcelona cuando cerró el diario.
El año 2011 su nieto hizo donación de 779 fotografías de su abuelo de su colección particular al Archivo Fotográfico de Barcelona.